# Along
Along is een census town in het district West-Siang van de Indiase staat Arunachal Pradesh. 

## Demografie
Volgens de Indiase volkstelling van 2001 wonen er 16834 mensen in Along, waarvan 56% mannelijk en 44% vrouwelijk is. De plaats heeft een alfabetiseringsgraad van 69%. 